# Inám
Inám (szlovákul: Dolinka) község Szlovákiában, a Besztercebányai kerületben, a Nagykürtösi járásban.

## Fekvése
Nagykürtöstől 20 km-re délnyugatra, Balassagyarmattól 10 km-re nyugatra fekszik.

## Története
1260-ban "Inam" alakban említik először. A falu Szent György tiszteletére szentelt templomáról már 1291-ben történik említés. A község egykori birtokosai a Keszy, Terjényi, Kováry, Bay és Szoby családok voltak. A 16. század elején Werbőczy Istvánnak állt itt kastélya, amely azonban az idők során elpusztult. Helyét ma is Kastélyrétnek nevezik. 1539-ben királyi adományként a Bolgár család lett a falu egyik birtokosa. Több kúriájuk is állt a faluban. Rajtuk kívül egyebek közt a Buriss, a Rados és a Skerlecz család rendelkezett nagyobb birtokokkal. 1715-ben 13 adózó háztartása volt. 1720-ban 22 a porták száma. 1828-ban 102 házában 612 lakos élt, akik mezőgazdasággal és szőlőtermesztéssel foglalkoztak.
Vályi András szerint "INAM. Magyar falu Hont Várm. földes Ura az Esztergomi Káptalanbéli Uraság, lakosai katolikusok, fekszik B. Gyarmattól nyugotra két órányira Felső Nyéknek filiája, szőleje jó bort terem, fája mind a’ két féle van, földgye termékeny, legelője szoross, gabonáját B. Gyarmaton, borát pedig a’ Bánya Várasokba szokták eladni."
Fényes Elek szerint "Inám, magyar falu, Honth vmegyében, közel az Ipolyhoz: 660 kath. lak. és egy borral, fával, gabonával bövölködő határral. Dohányt is termeszt. F. u. az esztergomi káptalan. Ut. p. Balassa-Gyarmat."
A trianoni békeszerződésig Hont vármegye Ipolynyéki járásához tartozott, ezután a csehszlovák állam része lett. 1938 és 1944 között újra Magyarország része volt. A II. világháború frontja itt három hétig megrekedt, melynek során sok épület megrongálódott és kárt szenvedett. 11 helyi lakos vesztette életét. 1948-tól Dolinka a hivatalos neve de a magyaroknál maradt az Inám elnevezés.

## Népessége
| Év:            | 1994. | 2004.   | 2014.   | 2024.   |
| -------------- | ----- | ------- | ------- | ------- |
| Emberek száma: | 561   | 516     | 482     | 446     |
| Eltérés:       |       | -8,02 % | -6,58 % | -7,46 % |

| Év:            | 2023. | 2024.   |
| -------------- | ----- | ------- |
| Emberek száma: | 457   | 446     |
| Eltérés:       |       | -2,40 % |

1910-ben 515, túlnyomórészt magyar lakosa volt.
2001-ben 513 lakosából 496 magyar.
2011-ben 480 lakosából 442 magyar és 35 szlovák.
2021-ben 470 lakosából 409 magyar (87,02%), 57 szlovák, 2 egyéb, 2 ismeretlen nemzetiségű.

## Nevezetességei
- Szent György tiszteletére szentelt, római katolikus templomát 1931-ben építették a 13. századi templom helyén, neoromán stílusban.
- Szeplőtelen Szűz Mária tiszteletére szentelt kápolnája 1908-ban készült.
- A Sőtér-kúria mai formájában 1870 körül épült, eredetileg a Bolgár család barokk kúriája volt.
- A szőlők között áll egy 1853-ban készített képoszlop, a Pieta ábrázolásával.
- A falu keleti végén álló Nepomuki Szent János-szobor elsődlegesen 1797-ben készült, a mai figura már pótlás, valószínűleg 1982-ből.
- A hagyomány szerint a kíséretével Sajógömörre tartó Mátyás király a faluban pihent meg, az ottani három tölgyfa alatt, melyek egyike a mai napig fennmaradt.
- Sőtér Kálmán emlékére évente mézfesztivált rendeznek. A rendezvény méhészeti szakmai előadások, mézverseny, szakvásár, valamint szórakoztató műsorok színhelye.

## Híres emberek
- Itt élt és alkotott 1864-től haláláig Sőtér Kálmán méhészeti szakíró, számos kiváló szakkönyv szerzője. Volt kúriája falán emléktáblája áll.

## Külső hivatkozások
- Inám Község Önkormányzatának hivatalos honlapja
- Inám Szlovákia térképén
- Községinfó
- Inám Szlovákia térképén
- Infotour.sk
- E-obce.sk Archiválva 2007. március 17-i dátummal a Wayback Machine-ben